# Aconodes submontanus
Aconodes submontanus är en skalbaggsart som beskrevs av Stefan von Breuning 1975. Aconodes submontanus ingår i släktet Aconodes och familjen långhorningar. Inga underarter finns listade i Catalogue of Life.